# Polistes lateralis
Polistes lateralis är en getingart som beskrevs av Fabricius 1781. Polistes lateralis ingår i släktet pappersgetingar, och familjen getingar. Inga underarter finns listade i Catalogue of Life.